# Vella Brígia
La Vella Brígia és una mena d'espantacriatures mitològica coneguda a Vilallonga, Setcases i la vall de Camprodon en general. Viu en una cova del terme municipal de Setcases des d'on es menja vives les criatures que s'hi atansen. Tot i tenir un comportament més tirant a ogressa, se la relaciona amb les encantades.